# Nationales Olympisches Komitee der DDR

Nationales Olympisches Komitee DDR Logo

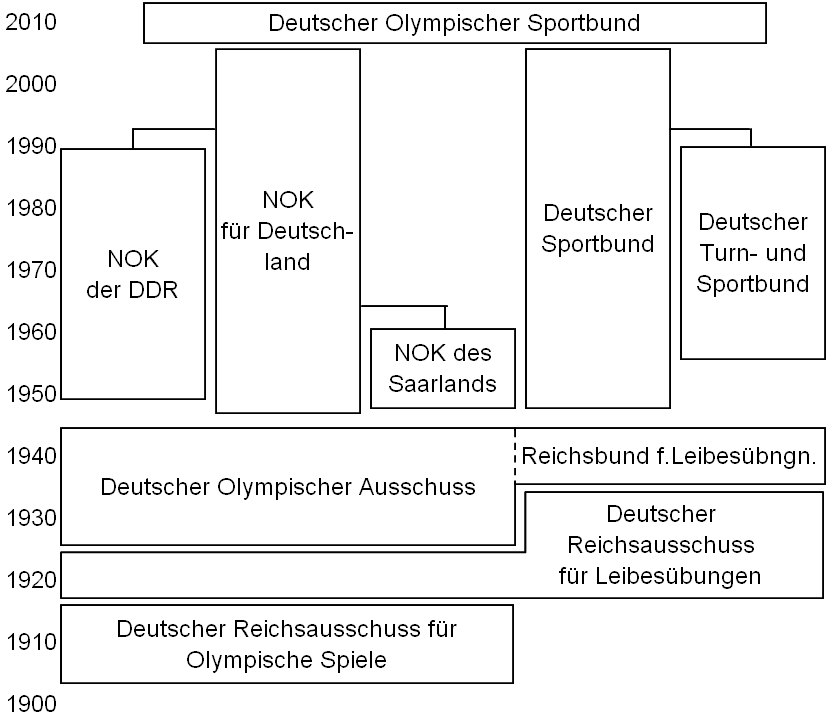
Historische Entwicklung deutscher Sportdachverbände und Nationaler Olympischer Komitees

Das Nationale Olympische Komitee der DDR war von 1951 bis 1990 die Dachorganisation olympischer Sportarten in der DDR. Es vertrat als NOK ab 1965 bis zu seiner Auflösung 1990 die Interessen der DDR im Internationalen Olympischen Komitee (IOC).

## Beginn als NOK für Ostdeutschland
Einen Tag vor der Sowjetunion, die am 23. April 1951 ein Olympisches Komitee gründete, um in  Helsinki 1952 erstmals an Olympischen Spielen teilzunehmen, gründete die DDR am 22. April 1951 im Berliner Roten Rathaus ihr Nationales Olympisches Komitee für Ostdeutschland. Vom IOC wurde es aber als zusätzliches deutsches NOK nicht anerkannt, da vorher schon das im September 1949 in Bonn gegründete Nationale Olympische Komitee für Deutschland existierte. Gründungspräsident des ostdeutschen NOKs war Kurt Edel. Sportler aus der DDR sollten gemäß den Statuten des IOC und des von der Adenauer-Regierung geforderten westdeutschen Alleinvertretungsanspruchs nur in einer deutschen Mannschaft unter Führung des westdeutschen „NOK für Deutschland“ teilnehmen dürfen, was Kurt Edel aus eigener Überzeugung und im Auftrag der DDR-Behörden 1952 noch ablehnte. Im Gegensatz zu den saarländischen Sportlern, die neben den westdeutschen Olympiateilnehmern in einer eigenen Equipe starten durften, blieben die Sportler aus der DDR von der Olympiateilnahme 1952 in Helsinki und Oslo ausgeschlossen. Nach Edels Rücktritt als Verhandlungsführer der DDR mit dem westdeutschen NOK und dem IOC übernahm Heinz Schöbel die Präsidentschaft im ostdeutschen NOK.
Erneute Verhandlungen mit Heinz Schöbel führten 1955 dazu, dass das IOC das NOK für Ostdeutschland auf der 50. Session provisorisch unter der Bedingung anerkannte, dass beide deutsche NOKs für die Olympischen Sommerspiele in Melbourne im Jahr 1956 eine gesamtdeutsche Mannschaft aufzustellen haben. Für die Aufstellung einer gemeinsamen Mannschaft in Melbourne und bei den Winterspielen in Cortina d’Ampezzo im selben Jahr erhielt das ostdeutsche NOK gemeinsam mit dem westdeutschen NOK für Deutschland im Jahr 1958 die vom IOC verliehene Alberto-Bonacossa-Trophäe.

## Anerkennung als vollwertiges IOC-Mitglied und Selbstauflösung
Das ostdeutsche NOK wurde 1965 vom IOC auf der Session in Madrid als Vertretung für die DDR und Ost-Berlin anerkannt, jedoch unter dem Namen Ostdeutsches NOK. Erst auf der IOC-Session während der Sommerspiele 1968 mit Wirkung zum 1. November 1968 wurde beschlossen, dass es in Zukunft NOK der DDR (bzw. engl. GDR) heiße und unter der Hymne und Flagge der DDR antreten dürfe.
Erster Generalsekretär des NOK der DDR war der Arbeitersportler Heinz Dose. Maßgeblich geprägt wurde das NOK von seinem langjährigen Präsidenten Manfred Ewald.
Angesichts der sich abzeichnenden deutschen Wiedervereinigung wurde ein Lenkungsausschuss gebildet, welcher am 9. Juli 1990 erstmals in Berlin tagte. Im dortigen Schöneberger Rathaus beschloss die Mitgliederversammlung des NOK der BRD am 17. November die vom Lenkungsausschuss vorgeschlagene Satzungsänderung zur Vereinigung beider deutscher NOKs. Zeitgleich beschloss die Mitgliederversammlung des NOK der DDR im Roten Rathaus in Berlin, dass sein Statut zum 31. Dezember 1990 seine Gültigkeit verlieren und keine Rechtsnachfolge stattfinden sollte. Es folgte eine gemeinsame Sitzung beider deutscher NOKs im Reichstag zu Berlin und die Vereinigung der Organisationen im NOK für Deutschland. Joachim Weiskopf erhielt als letzter Präsident des Nationalen Olympischen Komitees der DDR den Posten des Vizepräsidenten des Nationalen Olympischen Komitees für Deutschland, welches zunächst (bis Ende 1993) ein Büro in Berlin-Wannsee unterhielt.

## Archivunterlagen
Die überlieferten Aktenunterlagen des NOK befinden sich im Bundesarchiv (Bestand DR 510).